# Silver Studio

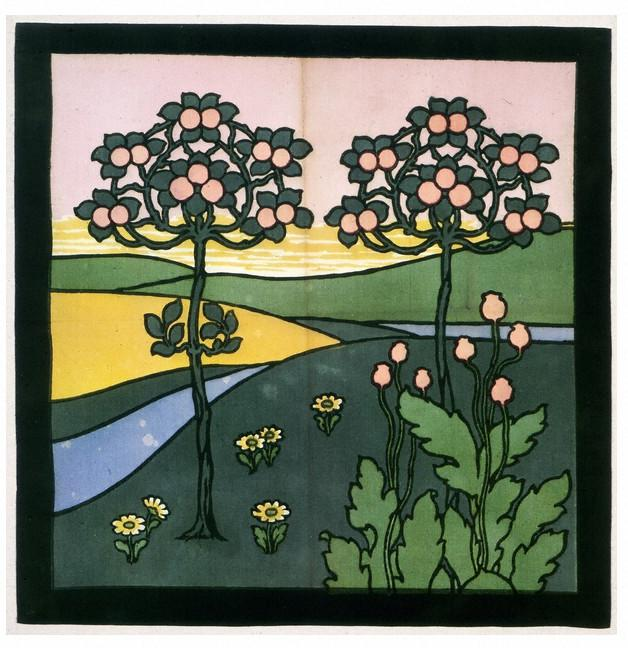
Cushion cover panel, 1904, Silver Studio V&A Museum no. CIRC.675-1966

Silver Studio est l'un des ateliers de conception de textiles les plus influents en Angleterre de sa formation en 1880 jusqu'au milieu du XXe siècle.
L'atelier, fondé par Arthur Silver, conçut certains des tissus les plus célèbres, papiers peints, tentures, tapis, et concevait également des pièces de ferronnerie pour des sociétés comme Liberty & Co, Turnbull et Stockdale, Sanderson et Warner & Sons (en), qui utilisaient tous les modèles de l'atelier Silver pour leur propre gammes de papiers peints et de textiles.
En 1901, son fils Reginald (Rex) Silver reprend l'atelier et le dirige jusqu'en 1963. À son apogée, le studio crée plus de 800 modèles par an. L'atelier était surtout réputé pour son style Art nouveau, bien qu'au fil des années il fut produit une grande variété de modèles et de styles différents, dont le célèbre style Liberty.
Aujourd'hui, la plupart des modèles sont visibles à Londres au Museum of Domestic Design and Architecture (en).